# Blanques i negres en escacs

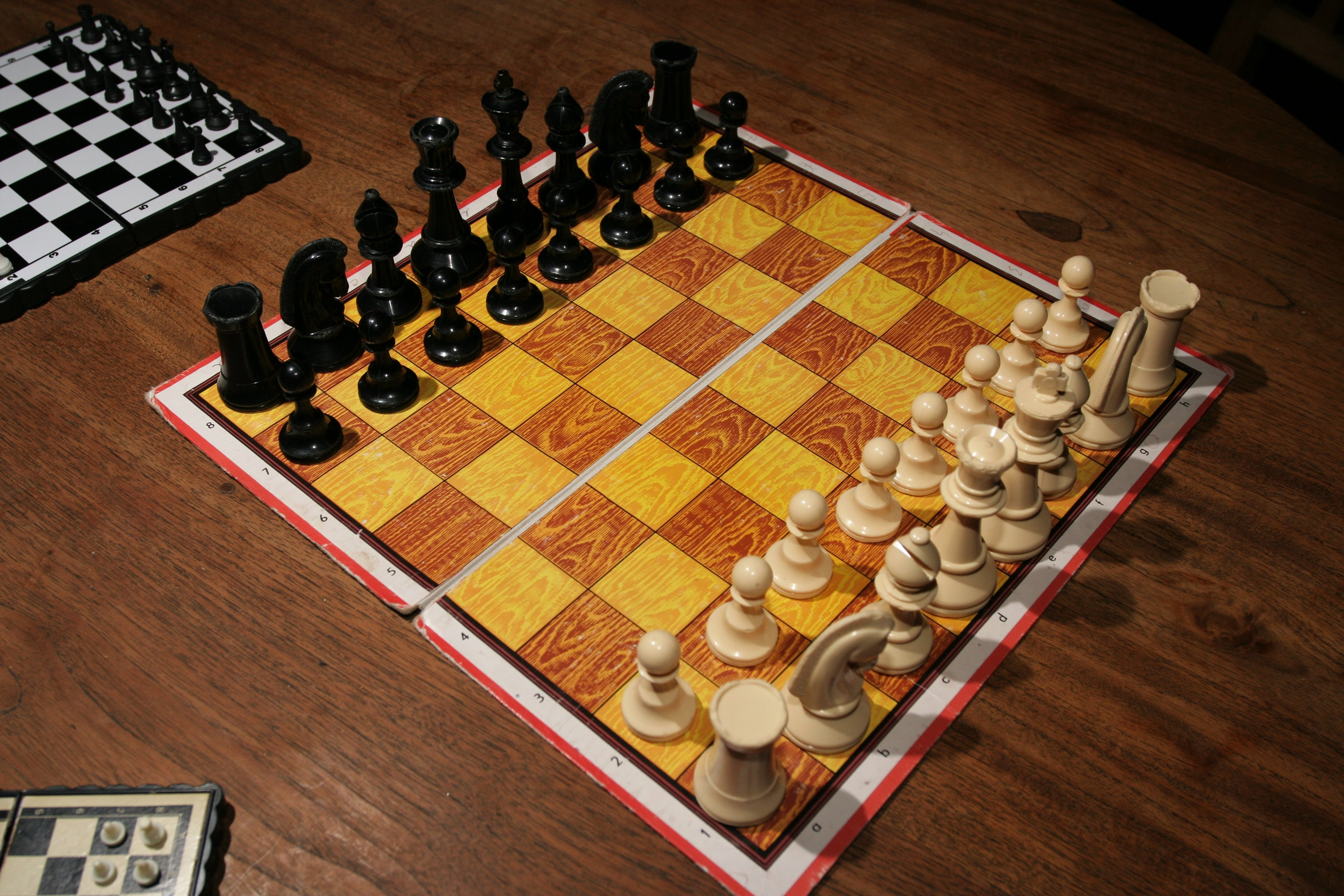
Un tauler d'escacs en què les caselles negres no són negres, ni les blanques, blanques

En escacs, blanques i negres són els noms (i els colors aproximats) de les peces usades en el joc, i per extensió, defineixen cadascun dels bàndols rivals. El jugador que mou en primer lloc, i que per tant inicia la partida, és el Blanc, mentre que el que mou en segon lloc és el Negre. Per extensió, les peces que cadascun dels jugadors condueixen, s'anomenen, respectivament, les blanques o les peces blanques, i les negres o les peces negres. Les peces sovint no són literalment blanques i negres, sinó d'altres colors (sempre un de fosc i un de clar, això sí). Les 64 caselles del tauler, que és escaquejat, són de la mateixa manera, anomenades "caselles blanques" o "caselles clares" d'una banda, i "caselles negres" o "caselles fosques" de l'altra. En molts casos, les caselles no són realment negres i blanques, sinó d'algun color clar i d'algun altre de fosc amb prou contrast. Per exemple, en taulers de plàstic, és típic que les caselles siguin blanques i verdes, mentre que als taulers de fusta, les caselles acostumen a ser de fusta clara i de fusta fosca, però no blanques i negres.

## Història
Tal com ja constatà Howard Staunton, "A les primeres èpoques dels escacs, el tauler era dividit simplement en seixanta-quatre caselles, sense cap diferència de colors". La distinció de les caselles amb dos colors fou una innovació europea, introduïda al segle xiii.
La convenció que les blanques tinguin sempre el dret a fer la primera jugada, és encara molt més recent. François-André Danican Philidor a l'edició original (1749) del seu famós tractat Analyse du jeu des Échecs hi cita una partida començada per les negres. Johann Horny, en un llibre publicat a Alemanya el 1824, hi escrivia que les negres movien en primer lloc. Phillip Sergeant escriu al seu llibre A History of British Chess sobre el gran Alexander McDonnell (1798–1835), recordat actualment per la seva sèrie de matxs contra Labourdonnais, que ell preferia dur negres tant si movia primer com si no. A la Partida Immortal (Anderssen-Kieseritzky, Londres 1851), una de les partides més famoses de la història, Anderssen duia les peces negres, però començà la partida.
En una època tan tardana com les darreries del segle xix, el costum que les blanques moguin primer encara no era universal. George Walker en el seu popular tractat The Art of Chess-Play: A New Treatise on the Game of Chess (4a edició, 1846), establí les regles per al St. George's Chess Club de Londres el juny de 1841. La "Llei III" establia que el jugador que movia en primer lloc, tenia dret a triar el color; si els jugadors jugaven més partides en la mateixa sessió, el dret a la primera jugada s'havia d'alternar, però cada jugador hauria de continuar usant les peces del mateix color que en la primera partida.

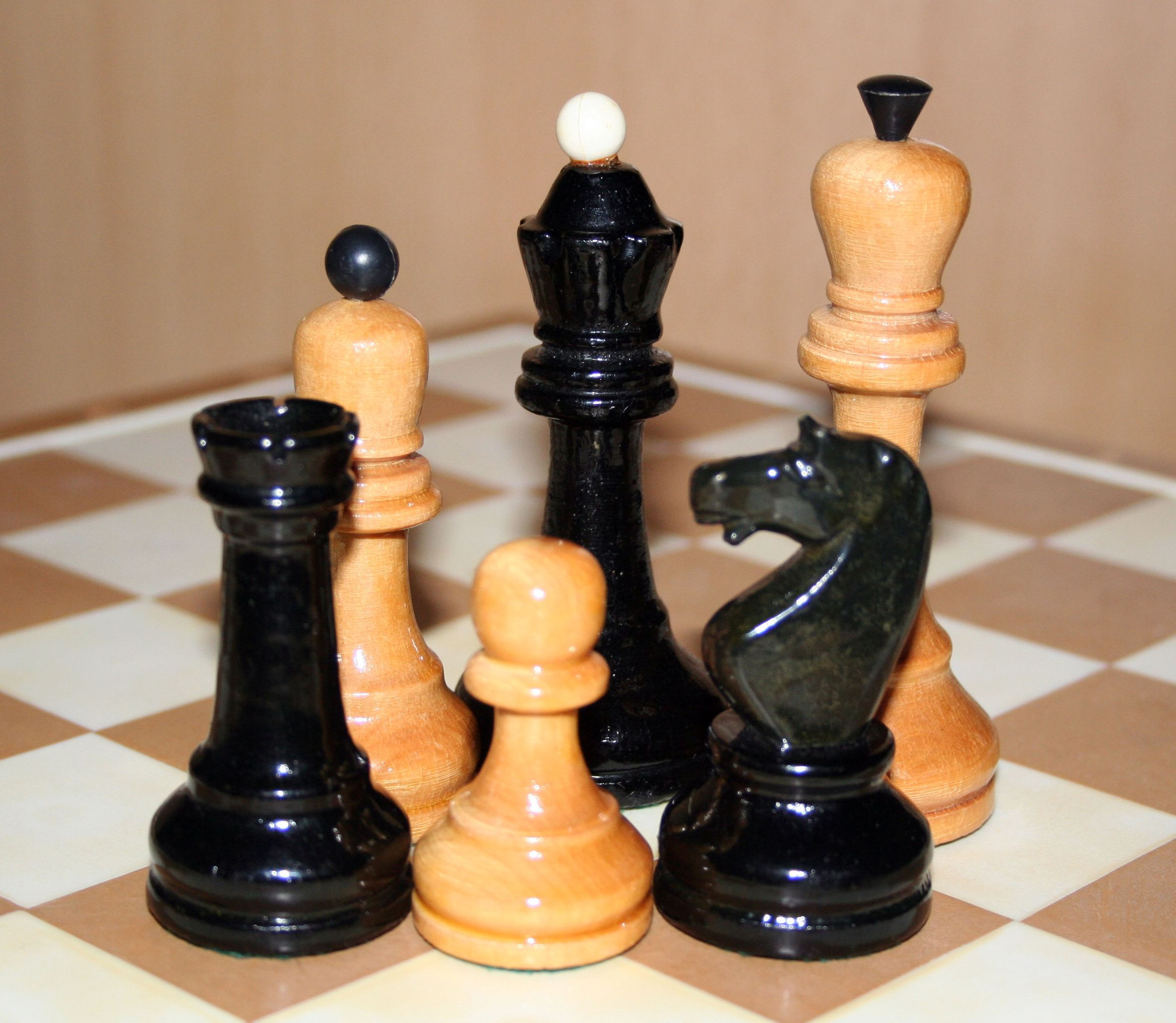
Peces clares i fosques: un joc d'escacs típic de la Unió Soviètica

El 19 d'octubre de 1857, Perrin, el secretari del New York Chess Club, informà els assemblearis del First American Chess Congress que havia rebut una carta de Johann Löwenthal, un dels millors jugadors anglesos del moment, "suggerint que sempre es donés el dret a la primera jugada, en partides públiques, al jugador que dugués les blanques." Löwenthal també va escriure que els clubs d'escacs de Londres havien adoptat la nova regla que les blanques movien sempre primer. El club de Nova York no va fer cas del consell de Löwenthal, ja que en el seu matx de l'any següent contra el club de Filadèlfia, Filadèlfia jugà amb blanques les dues partides, però mogué en primer lloc només a la segona partida.
L'historiador d'escacs Robert John McCrary indica que la regla més antiga que hagi trobat en què s'estableix que les blanques mouen primer, és la regla novena que dona la pàgina 126 del llibre del torneig de Nova York 1880, la qual especificava que "en cada ronda els jugadors tindran dret a la primera jugada alternativament; a la primera partida es determinarà per sorteig. Qui tingui la jugada, conduirà les peces blanques." McCrary indica que:
Abans d'això, s'havia anat establint la convenció, després de molts anys, de donar a les blanques la primera jugada en anàlisis que es publiquessin, i al voltant de 1862, de donar a les blanques la primera jugada en totes les partides publicades. Això no obstant, era evident que els jugadors podien en molts casos triar les negres quan tenien el dret a la primera jugada, malgrat que la partida publicada indiqués que les blanques havien mogut en primer lloc.
Tres anys després de l'exemple citat per McCrary, el "Codi Internacional Revisat d'Escacs" sorgit al Torneig de Londres 1883 (un dels més forts torneigs de la història) establí que el sjugador que guanyi per sorteig el dret a la primera jugada pot triar el color.
El 1889, Wilhelm Steinitz, el primer Campió del Món, escrigué que "En tots els torneigs i matxs internacionals i públics ... hi ha la regla que el primer jugador condueixi les peces blanques". Emanuel Lasker, el segon Campió del Món, va deixar ben clar a Lasker's Manual of Chess (la primera edició és de 1927) que "les blanques fan la primera jugada".

## Avantatge de la primera jugada
Hi ha hagut un debat entre els jugadors d'escacs, com a mínim des de 1889, sobre si jugar en primer lloc dona a les blanques un avantatge significatiu. En qualsevol cas, l'anàlisi estadística mostra que les blanques puntuen entre un 52 i un 56 per cent pràcticament en qualsevol nivell de joc.